# Ornalyzer
Der Ornalyzer ist ein ornithologisches Felddatenerfassungsprogramm zur dezentralen Erfassung und Auswertung avifaunistischer Daten. Die Eingabe und Auswertung der Daten erfolgt online, so dass aufwändige Papierarbeit entfällt und der einzelnen Beobachter selbstverantwortlich für die Pflege seiner Daten ist. Das flexible System ermöglicht die Beteiligung einer unbegrenzten Anzahl an Beobachtern und schafft so die Möglichkeit, weit mehr avifaunistische Daten zu sammeln, als dies über herkömmliche Methoden möglich ist.
Der Begriff Ornalyzer ist ein Kunstwort und setzt sich aus den Begriffen Ornithology und Analyzer zusammen und ist markenrechtlich geschützt.
Das Programm wurde wegen seines Vorbildcharakters für den modernen Umwelt- und Naturschutz von der Deutschen Bundesstiftung Umwelt (DBU) und dem Zweiten Deutschen Fernsehen (ZDF) mit der muna 2004 ausgezeichnet. Die Benutzung wird vom Naturschutzbund Deutschland (NABU) empfohlen.